# Rat für Verkehr, Telekommunikation und Energie
Der Rat für Verkehr, Telekommunikation und Energie (engl. Transport, Telecommunications and Energy Council, TTE) ist eine Formation des Rates der Europäischen Union und besteht in dieser Kombination seit 2002. Je nach Tagesordnung nehmen die entsprechend zuständigen Minister der Mitgliedstaaten der Europäischen Union an den Sitzungen teil. Er tagt ca. alle zwei Monate und fasst seine Beschlüsse entweder mit qualifizierter Mehrheit oder in bestimmten Fällen einstimmig und jeweils unter mehr oder weniger großen Einbeziehung des Europäischen Parlamentes.
Mit der Integration des Energierates in den zuvor aus den Teilbereichen Telekommunikation und Verkehr bestehenden Rat wurde das ganze Infrastruktur-Politikfeld Transeuropäische Netze unter einem Dach vereint. Ziel ist die Schaffung moderner und effizienter Systeme, die mit Rücksicht auf wirtschaftliche, soziale und ökologische Interessen etabliert werden. Dadurch sollen die transeuropäische Vernetzung und der europäische Binnenmarkt optimiert werden.

## Inhaltliche Ausrichtung

### Tätigkeitsbereich Verkehr
Nachdem der angestrebte Verkehrsbinnenmarkt weitgehend erreicht ist, stehen insbesondere die Verbesserung der Mobilität und der Organisation des Verkehrssektors im Zentrum der Arbeit des Rates. Es gilt, Regeln zu harmonisieren, Bedingungen für die Zulassung von Verkehrsunternehmern zum Verkehr in anderen Mitgliedstaaten anzugleichen und die Verkehrssicherheit zu erhöhen.

### Tätigkeitsbereich Telekommunikation
Die Zuständigkeiten des Rates für Telekommunikation erstrecken sich auf verschiedene Themen der Telekommunikationspolitik sowie solchen der Informationsgesellschaft. Neben der Schaffung und Verbesserung eines europaweiten Netzes liegen die Schwerpunkte insbesondere bei der Öffnung nationaler Märkte und Liberalisierung des Telekommunikationssektors, um schließlich nationale Rechtsvorschriften zu beseitigen bzw. sie zu harmonisieren. Seit 2005 wird mit dem Aktionsplan eEurope aktiv Prozesse einer sich etablierenden Informationsgesellschaft gefördert. Von online-basiertem Lernen („eLearning“) sollen dadurch vermehrt auch Behördendienste („eGovernment“) oder Gesundheitsdienste („eHealth“) neu gestaltet werden.

### Tätigkeitsbereich Energie
Auch wenn die Energiepolitik prinzipiell in den Zuständigkeitsbereich der einzelnen Mitgliedstaaten fällt, gibt es einige Bereiche, die von der EU gemeinsam geregelt werden. Diese betreffen in erster Linie die Gewährleistung einer allgemeinen Energieversorgung, die umwelt- und (durch einen transparenten Wettbewerb möglichst) verbraucherfreundlich ist. Mit der sogenannten Öko-Design-Richtlinie einigten sich die Mitgliedstaaten darüber hinaus zu einer schrittweisen Verbesserung der Energieeffizienz in unterschiedlichen Bereichen. Beispielsweise soll nachhaltiges Wohnen durch die Gebäuderichtlinie, effizienterer Umgang mit Energie im Alltag durch die stufenweise Abschaffung der herkömmlichen Glühbirne oder die deutlichere Kennzeichnung der Effizienz bei elektrischen und elektronischen Gebrauchsgegenständen gefördert werden. Ein weiterer wichtiger Punkt der gemeinsamen Energiepolitik betrifft die Nutzung von Kernenergie. Insbesondere für diesen Bereich handelt der Rat für die Europäische Atomgemeinschaft. Sich verknappende Energieressourcen, Importabhängigkeit und nicht zuletzt der weltweite Klimawandel sprechen für eine umfassende Kooperation, die gezielte Förderung von Innovationen sowie ein gemeinsames Vorgehen gegen die aktuelle Umwelt- und Klimaproblematik.

## Vorbereitung der Gesetzgebung
Innerhalb der Europäischen Kommission bereiten folgende Kommissariate die Gesetzgebungsakte für den Rat für Verkehr, Telekommunikation und Energie vor. Die politischen Prioritäten selbst werden von der Ratspräsidentschaft vorgegeben:
- Kommissar für Verkehr
- Kommissar für Informationsgesellschaft und Medien
- Kommissar für Energie
- Kommissar für Unternehmen und Industrie